# Бекзадян, Александр Артемьевич
Алекса́ндр Арте́мьевич Бекзадя́н (настоящее отчество — Арутюнович; 1879, Шуша, Елизаветпольская губерния, Российская империя — 1 августа 1938, Московская область, РСФСР) — советский дипломат армянского происхождения. Дед К. Э. Разлогова, двоюродный дед С. А. Бунтмана.

## Биография
Родился в семье надворного советника. Учился в Киевском политехническом институте.
С 1901 года участвовал в деятельности социал-демократических организаций. В 1903 году вступил в РСДРП. После раскола РСДРП примкнул к большевикам, занимался агитационно-пропагандистской работой. В конце 1905 года был арестован за агитацию у воинских поездов и совершил побег из тюрьмы. В 1906—1914 годах жил в Швейцарии, окончил Цюрихский университет (1911). Доктор права (1913, Цюрихский университет). Тема диссертации: «Агент-провокатор — с особым рассмотрением вопроса политической провокации в России» (Der Agent-Provocateur (Lockspitzel) mit besonderer Berucksichtigung der politischen Provocation in Russland).
Участник Парижского совещания большевиков (1911), на котором был избран кандидатом в члены Комитета заграничной организации большевиков (КЗО). Участник Базельского конгресса 2-го Интернационала (1912). Делегат РСДРП на съезде Германской социал-демократической партии в Йене (сентябрь 1913). В 1914 году вернулся в Россию. Вёл партийную работу в Закавказье. После Февральской буржуазной революции работал в Баку, затем на Северном Кавказе. В 1919—1920 годах — член Закавказского краевого комитета РКП(б).
- В 1920—1921 годах — заместитель председателя Ревкома и нарком иностранных дел Советской Армении, делегат X съезда РКП(б) (1921). В 1922 году — член советской делегации на Генуэзской конференции.
- В 1922—1926 годах — сотрудник торгового представительства СССР в Германии.
- В 1926—1930 годах — заместитель председателя СНК и нарком торговли ЗСФСР.
- С 30 октября 1930 по 17 ноября 1934 года — полномочный представитель СССР в Норвегии.
- С 17 ноября 1934 по 20 ноября 1937 года — полномочный представитель СССР в Венгрии.

21 ноября 1937 года арестован и обвинён в контрреволюционной деятельности. Приговорён Военной коллегией Верховного суда СССР к расстрелу. 1 августа 1938 года приговор был приведён в исполнение на расстрельном полигоне «Коммунарка». В 1956 году посмертно реабилитирован. 24 мая 2015 года в Москве на фасаде дома № 16 по Старопименовскому переулку был установлен мемориальный знак «Последний адрес» Александра Артемьевича Бекзадяна.

## Семья
- Брат — Тигран Артемьевич Бекзадян (1876—1942).  Окончил химическое отделение Харьковского практического технологического института. Был помощником управляющего нефтепромыслами Торгового дома Питоева и К°, управляющего делами Совета съезда нефтепромышленников. Эмигрировал во Францию. Его жена — Эгине (Елена) Исааковна, урожд. Мелик-Гайказян. Сын Сурен (1916—1972). Брат Эгине Исааковны  — Иосиф Исаакович Мелик-Гайказян был репрессирован. Ее племянник (сын брата) — Виген Иосифович Мелик-Гайказян.
- Брат —  Иосиф (Овсеп) Артемьевич Бекзадян (1881—1919).
- Брат —  Рубен Артемьевич Бекзадян (1885—1938), репрессирован[6]. Был юрисконсультом Главхимпрома Наркомата местной промышленности СССР.
- Сестра —  Елена Артемьевна Бекзадян (?—1970) в замужестве Махмурян.
- Брат —  Арам Артемьевич Бекзадян (1892—1943).
- Брат —  Петрос Артемьевич Бекзадян (1895—1938), репрессирован[7]. Был юрисконсультом Постоянного представительства Грузинской ССР в Москве. Расстрелян в один день с братом Рубеном. Его жена — Вера Николаевна, урожд. Контино (1900—1984). После ареста мужа также была арестована как «член семьи изменника родины», приговорена к 5 годам ИТЛ[8]. Ее брат Дмитрий Николаевич Контино (1904—1938) также был репрессирован, умер в заключении[9][10].  Репрессирован муж сестры — Софьи Николаевны. Дочь Елена (1924—2009). Внук — Сергей Бунтман.
- Брат —  Гурген Артемьевич Бекзадян (ум. в 1957, Греция).
- Сестра —  Мария Артемьевна, в замужестве Агабабян.
- 1-й брак — Александра Львовна Марсальская (1864—1971), дочь священника Льва Семенович Марсальского. Во втором браке — Благовещенская[11]; в браке с Александром Благовещенским у Александры Львовны было трое детей. 
  - Дочь — Кира Александровна Бекзадян (Разлогова). Ее муж — Эмиль Николаевич Разлогов, болгарский дипломат.
    - Внуки: Кирилл, Елена, Наталия.
- 2-й брак — Мария Семёновна Бекзадян (1888—1958). После ареста А.Бекзадяна Мария Семёновна также была арестована как ЧСИР. Приговор — 8 лет исправительно-трудовых лагерей[12][13]. Освобождена в 1945 году.